# 摩尔多瓦农业党
摩尔多瓦农业党（羅馬尼亞語：Partidul Agrar din Moldova，缩写为PAM），前称摩尔多瓦民主农业党（Partidul Democrat Agrar din Moldova，缩写为PDAM），是摩尔多瓦的一个农业主义政党。该党成立于1991年11月21日，在1991年—1998年颇为活跃。在这一时期的大部分时间里，该党是执政党，代表一个由前集体农庄主席和村长领导的多民族中间派大联盟。这些前苏联共产党成员更受制于裙带关系而非意识形态的驱动，他们致力于在农业和农工部门的私有化过程中保持自己的权力和地位。